# Vincent Aviation
Vincent Aviation war eine neuseeländische Fluggesellschaft mit Sitz in Wellington. Sie hat Charter-, Fracht und Vertragsflüge durchgeführt. Ihr Drehkreuz befand sich am Flughafen Wellington. Die Airline wurde 1992 von Peter Vincent gegründet. Am 28. Mai 2014 wurde das Insolvenzverfahren der Vincent Aviation Australia eingeleitet. Es folgte am 24. Oktober 2014 die Hauptgesellschaft in Neuseeland.

## Flugziele
Die Vincent Aviation hat überwiegend Charterflüge angeboten. Die Flugziele waren unter anderem nach Groote Eylandt und Cairns, angeflogen aus Darwin, Narrabri und Sydney. Außerdem wurden die Flughäfen von Kununurra, Bootu Creek, Jabiru, Fortescue/Christmas Creek und Roma angeflogen. Für einige Monate bestand ein Flug zwischen Darwin und Dili, Timor-Leste, dieser wurden aber im Frühjahr 2012 eingestellt.

## Flotte
Mit Stand Dezember 2014 bestand die Flotte der Vincent Aviation aus 4 Flugzeugen:
| Flugzeugtyp       | Anzahl | bestellt | Anmerkungen | Sitzplätze |
| BAe Jetstream J31 | 001    | –        |             | 18         |
| BAe Jetstream J32 | 003    | –        |             | 19         |

Zwischenzeitlich waren auch Beechcraft 1900, BAe 146-200 und Saab 340B im Einsatz.

## Bildergalerie

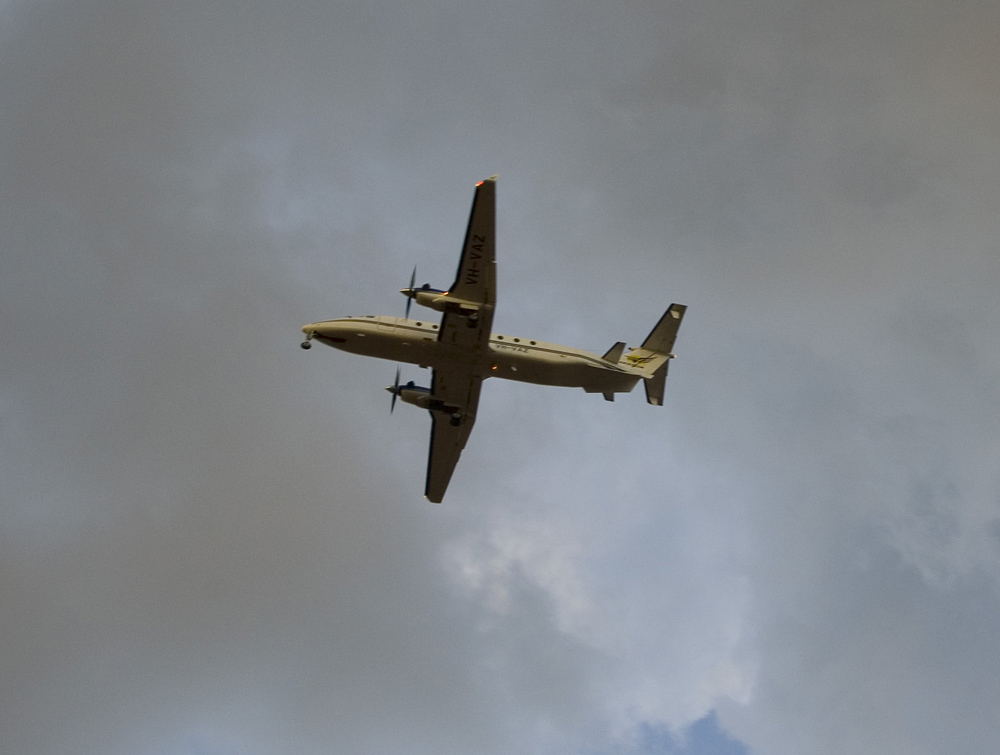
Ein Flugzeug im Endanflug auf den Flughafen Darwin
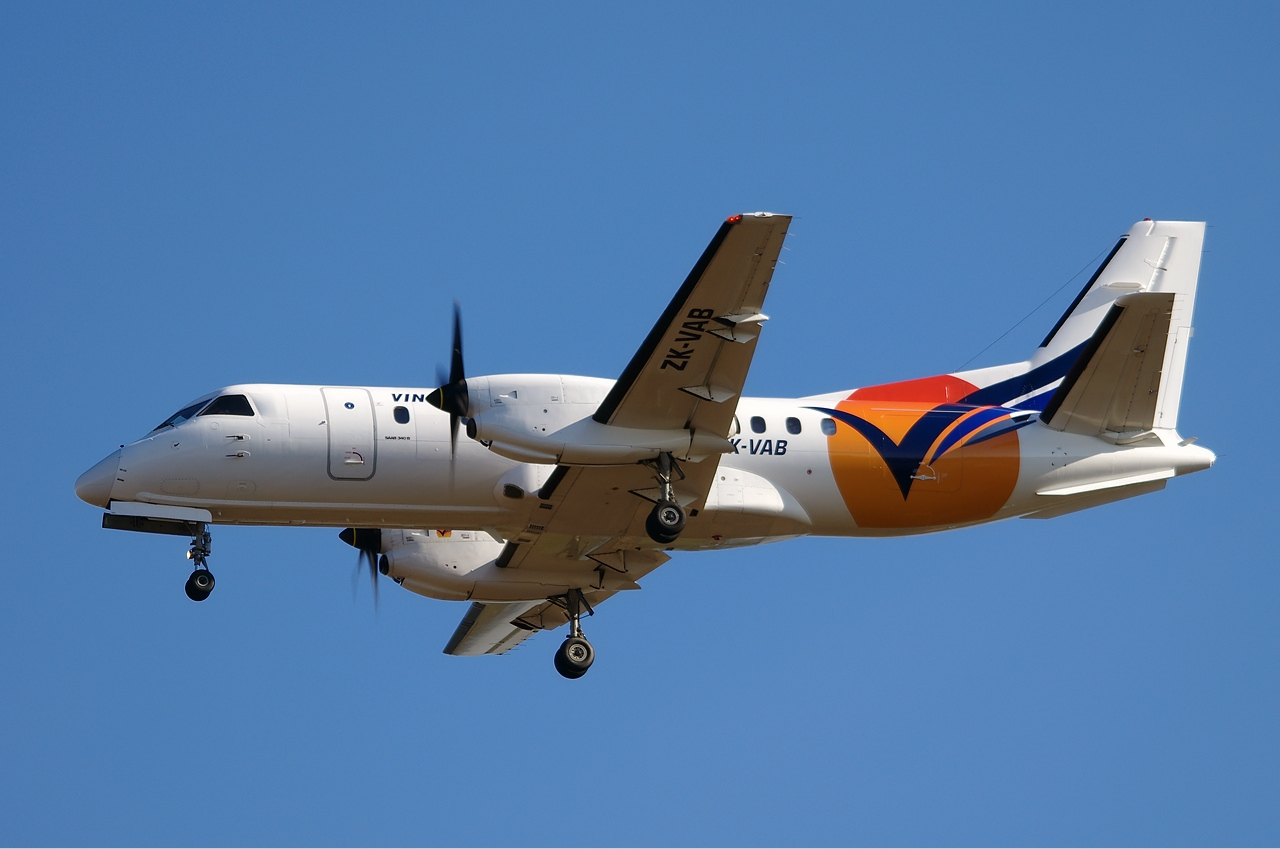
Eine Saab 340B der Vincent Aviation